# NGC 4213
NGC 4213 ist eine elliptische Galaxie vom Hubble-Typ E0 im Sternbild Coma Berenices am Nordsternhimmel. Sie ist schätzungsweise 300 Millionen Lichtjahre von der Milchstraße entfernt und hat einen Durchmesser von etwa 150.000 Lj.

Im selben Himmelsareal befinden sich die Galaxien IC 772, IC 3082, IC 3084, IC 3089.
Das Objekt wurde am 10. April 1785 von Wilhelm Herschel entdeckt.